# Ignaz Dörfler
Ignaz Emanuel Dörfler (19. Juni 1866 in Wien – 26. August 1950 ebenda) war ein österreichischer Botaniker. Sein offizielles botanisches Autorenkürzel lautet „Dörfl.“.

## Leben
Dörfler war der Sohn von Ignaz Anton Dörfler (1834) aus Iglau (Ihlava) und der Witwe Maria Magdalena Anna Götz. Er besuchte das von Benediktinern geleitete Stiftsgymnasium Kremsmünster, wo er Latein und Griechisch lernte. Pater Anselm Pfeiffer unterrichtete ihn in Naturkunde. 1881 begann er, ein Herbarium anzulegen. Auch sein Vater sammelte bei Gmunden und Kremsmünster Pflanzen. 1885 wurde Dörfler von der Schule verwiesen, weil er einer Heiligenfigur einen Wurstring umgehängt hatte. Er wechselte auf das Gymnasium in Ried im Innkreis, wo ihn Friedrich Vierhapper in Botanik unterrichtete. 1887 fiel er aber durch die Abiturprüfung, im selben Jahr verstarb sein Vater. Damit war es Dörfler nicht möglich, ein Studium zu beginnen. Er absolvierte ein Semester als Gasthörer an der Universität Wien. 1889–1890 wurde Dörfler „Demonstrator and Pfleger der offiziellen und ökonomischen Pflanzen am botanischen Garten der k. k. Wiener Universität“. Sein Vorgesetzter war Anton Kerner von Marilaun, mit dem er auch freundschaftlich verbunden war.
1891 wurde Dörfler Rechnungspraktikant der k. k. Niederösterreichischen Statthalterei in Wien. Hier begann er, Herbarienexemplare zu verkaufen. 1892 wurde er in den  k. u. k. Hofdienst am k. k. Naturhistorischen Hofmuseum versetzt. Damit war er Mitglied des kaiserlichen Haushalts (11. Klasse) und durfte eine Paradeuniform tragen. Ab 1892 war er wissenschaftlicher Hilfsarbeiter in der botanischen Abteilung, wo er das Herbarium von Heinrich Gustav Reichenbach in das Herbarium des naturhistorischen Hofmuseums einarbeitete. Im selben Jahr wurde er Vorstand des Wiener Botanischen Tauschvereins. Günther Ritter Beck von Mannagetta und Lerchenau entließ ihn 1896, als Grund wurde eine zerrüttete Gesundheit angegeben, es scheint jedoch, dass Beck Dörflers kommerzielle Tätigkeit missfiel.
In der Folge lebte Dörfler vom Handel mit getrockneten Pflanzen für Herbarien. Er unternahm Forschungsreisen in den europäischen Teil des Osmanischen Reiches u. a. nach Albanien, auf denen er auch Samen sammelte. Außerdem sammelte er Briefmarken.
Am 18. Mai 1896 heiratete er Maria Josefa Reichel (* 8. August 1876) aus Halbstadt (Meziměstí). Sie hatten zwei Töchter, Maria Barbara Ignazia (* 3. März 1897) und Elisabeth (* 1898).
Der Erste Weltkrieg beendete seinen Pflanzenhandel. Dörfler wurde am 1. Januar 1915 Hilfskraft am k. k. Botanischen Institut unter Fritz von Wettstein, 1920 Konservator daselbst. Mit 71 Jahren wurde er im Januar 1938 pensioniert. In dem 600 m2 großen Garten seines Hauses in der Lautensackgasse 6 im Wiener 14. Bezirk pflegte er zahlreiche seltene und exotische Pflanzen, insgesamt 1431 Arten.
Er verstarb 1950 und wurde auf dem Baumgarten-Friedhof in Wien begraben.

## Reisen
- 1889 Königreich Rumänien und Ruthenien
- 1890 Serbien und Mazedonien
- 1893 Albanien und Mazedonien
- 1897 Rumänien
- 1904 Kreta
- 1914 Königreich Montenegro, Albanien für die Balkan-Kommission
- 1916 Albanien
- 1918 Albanien, Serbien, Mazedonien

Sein Herbarium umfasst fast 5500 Belege, die weitgehend von ihm selbst gesammelt wurden. Es befindet sich in Berlin.

## Ehrungen und Mitgliedschaften
Ihm zu Ehren wurden benannt:
- die Strohblume Helichrysum doerfleri
- der Lein Linum doerfleri
- das Raublattgewächs Moltkia doerfleri/Lithospermum doerfleri
- Orchidee Ophrys doerfleri
- Pestwurz Petasites doerfleri
- das Gras Sesleria doerfleri
- Moos Plagiochila doerfleri
- Thymian Thymus doerfleri

Dörfler war ab 1888 Mitglied der Zoologisch-Botanischen Gesellschaft in Wien.

## Werke
- Beitrag zur Flora von Oberösterreich. In: Verhandlungen der kaiserlich königlichen zoologisch-botanischen Gesesllschaft Wien. Band 40, 1890, 591–610 (zobodat.at [PDF]).
- Beiträge und Berichtigungen zur Gefässkryptogamenflora der Bukowina. In: Österreichische botanische Zeitschrift. Band 40, 1890, S. 196–198 (zobodat.at [PDF]).
- Beitrag zur Flora Albaniens und Macedoniens. Ergebnisse einer von I. Dörfler im Jahre 1893 unternommenen Reise. In: Denkschriften der Akademie der Wissenschaften. Band 64, 1897, S. 701–748 (zobodat.at [PDF]).
- Mitteilungen aus der Flora Kretas. In: Verhandlungen der kaiserlich-königlichen zoologisch-botanischen Gesellschaft in Wien 55, 1905.
- Methodik der wissenschaftlichen Biologie 2, Kapitel „Herbarpflanzen“. 1928
- ab 1894 Jahres-Katalog des Wiener botanischen Tauschvereins
- ab 1894 gedruckte Herbaretiketten (Schedae) des von Friedrich Schultz begründeten „Herbarium normale“ als Lieferungswerk. Centuria 31ff., 1894ff.
- Botaniker-Adressbuch. Sammlung von Namen und Adressen der lebenden Botaniker aller Länder, der botanischen Gärten und der die Botanik pflegenden Institute, Gesellschaften und periodischen Publicationen. 1896 (3. Auflage 1909)
- Botaniker Porträts – Mappe mit Korrespondenz des Herausgebers. 1906–1907 (4 Lieferungen).